# Grazeley (parish)
Grazeley var en civil parish från 1866 till 1991 då den blev en del av Burghfield och Wokefield, i distriktet Newbury, i grevskapet Berkshire, i England. Denna civil parish var belägen 6 km från Reading och hade 26 invånare år 1971.